# ホンダ・NeuV
NeuV（ニューヴィー）は、本田技研工業が2017年のCESに出品したコンセプトカーである。

## 概要
NeuVは、2017年のラスベガスで開催したCESに出品したソフトバンクグループ傘下のcocoro SB株式会社が開発したAI技術で、機械自らの感情を擬似的に生成する機能について、ホンダと共同で研究開発している「感情エンジン HANA(Honda Automated Network Assistant)」を搭載し、自動運転機能を備えたEVコミューターである。ドライバーの表情や声の調子からストレス状況を判断し、安全運転のサポートやライフスタイルや嗜好を学習し、状況に応じた選択肢の提案を行うなど、ドライバーとモビリティの自然なコミュニケーションを実現した他、所有者が使用しない時間には、所有者の許可を得て、自動運転で移動しライドシェアを行う。モビリティの可能性を模索するモデルである。